# ISO 4
ISO 4 (Informação e documentação - Regras para a abreviatura de palavras do título e títulos de publicações) é um padrão internacional, que define um sistema uniforme para a abreviatura do título dos periódicos, ou seja, títulos de publicações, como as revistas científicas que são publicado em parcelas regulares.. O ISSN Centro Internacional foi nomeado, pelo ISO como a autoridade de registro para a ISO 4, mantém a "Lista de abreviações de palavra de títulos", que são abreviaturas padrão de palavras comumente encontradas na série títulos.
Um grande uso de ISO 4 é para abreviar os nomes de revistas científicas usando a Lista de abreviações de palavra de títulos '(LTWA)'. Por exemplo, quando citando um artigo do European Physical Journal, o ISO 4 prescreve padrão "Eur. Phys. J." para ser usado como a abreviatura. Note-se que ISO 4 é particularmente eficiente para abreviar títulos de revistas, como por exemplo a letra "J" é a abreviatura padrão para a palavra "jornal".